# Arroyo Zanja Honda (vattendrag i Chile)
Arroyo Zanja Honda är ett vattendrag i Chile, på gränsen till Argentina. Det ligger i den södra delen av landet, 2 000 km söder om huvudstaden Santiago de Chile.
Trakten runt Arroyo Zanja Honda består i huvudsak av gräsmarker. Trakten runt Arroyo Zanja Honda är nära nog obefolkad, med mindre än två invånare per kvadratkilometer.